# Lehngrundbach
Der Lehngrundbach oder Lehngrundgraben ist ein linker, periodischer Zufluss der Lohr im Landkreis Main-Spessart im bayerischen Spessart.

## Verlauf

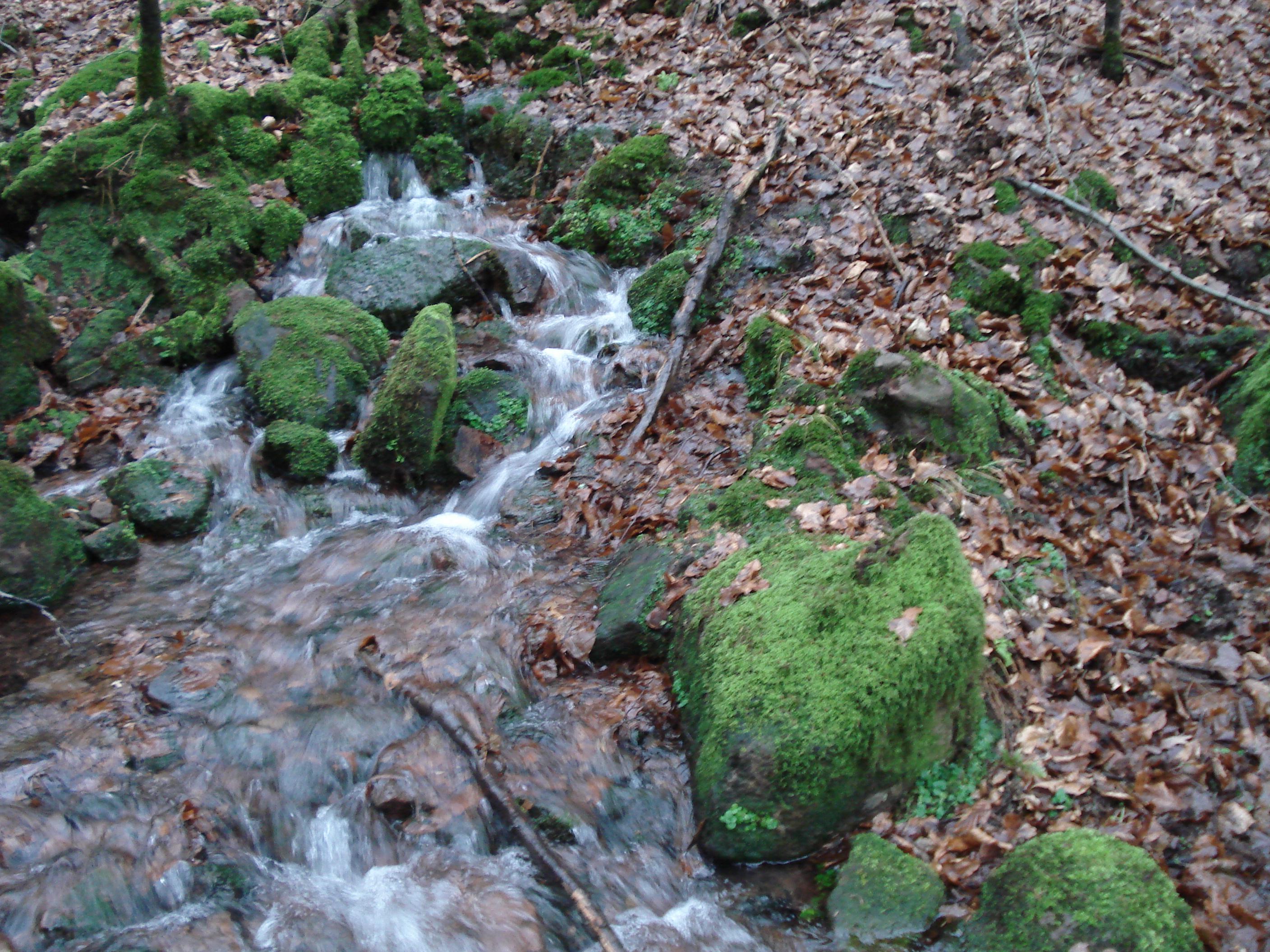
Der Lehnbrunnen

Der Lehngrundbach entspringt dem Großen Erlenbrunnen auf dem Gerberg (443 m) in der Nähe des Katharinenbildes. Der Zusatz steht beim Namen dieser Quelle, um sie vom Kleinen Erlenbrunnen zu unterscheiden, der beim Pumpspeicherkraftwerk Langenprozelten nach Norden dem Sindersbach zufließt.
Das nach Süden abfließende Quellwasser des Großen Erlenbrunnens versickert im Sommer häufig völlig, so dass der Lehngrundbach dann erst ab dem weiter talab im Lehngrund gelegenen Lehnbrunnen ⊙ Wasser führt. Das Gewässer unterquert beim Eintritt ins Lohrtal die Trasse der Main-Spessart-Bahn sowie die B 276 und verzweigt sich an der Roten Mühle. Der rechte Teilarm knickt nach Nordwesten ab und mündet in die Lohr selbst, der linke Arm wird dem Unteren Auwiesengraben zugeführt.

## Einzelnachweise

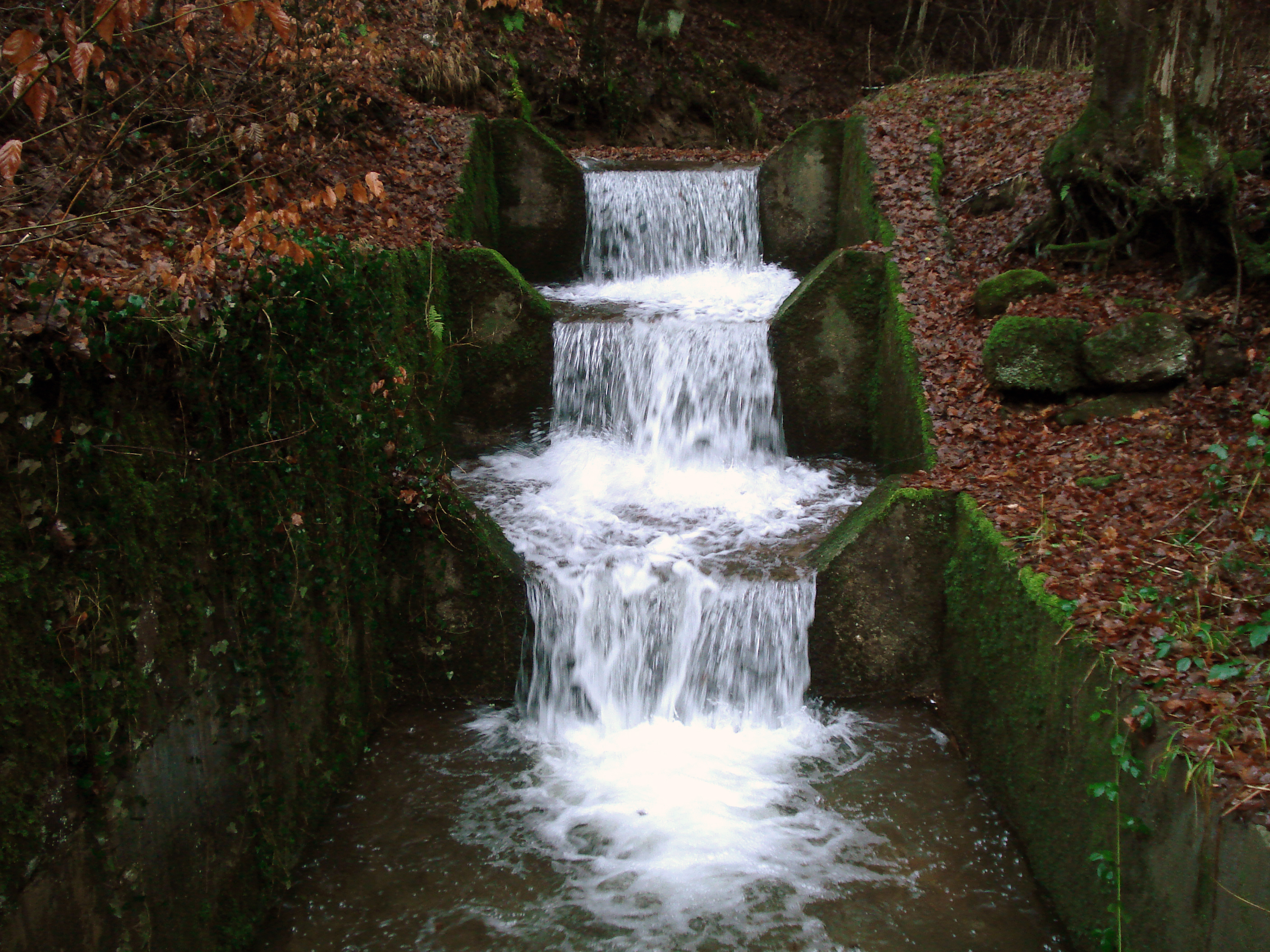
Fließender Lehngrundbach
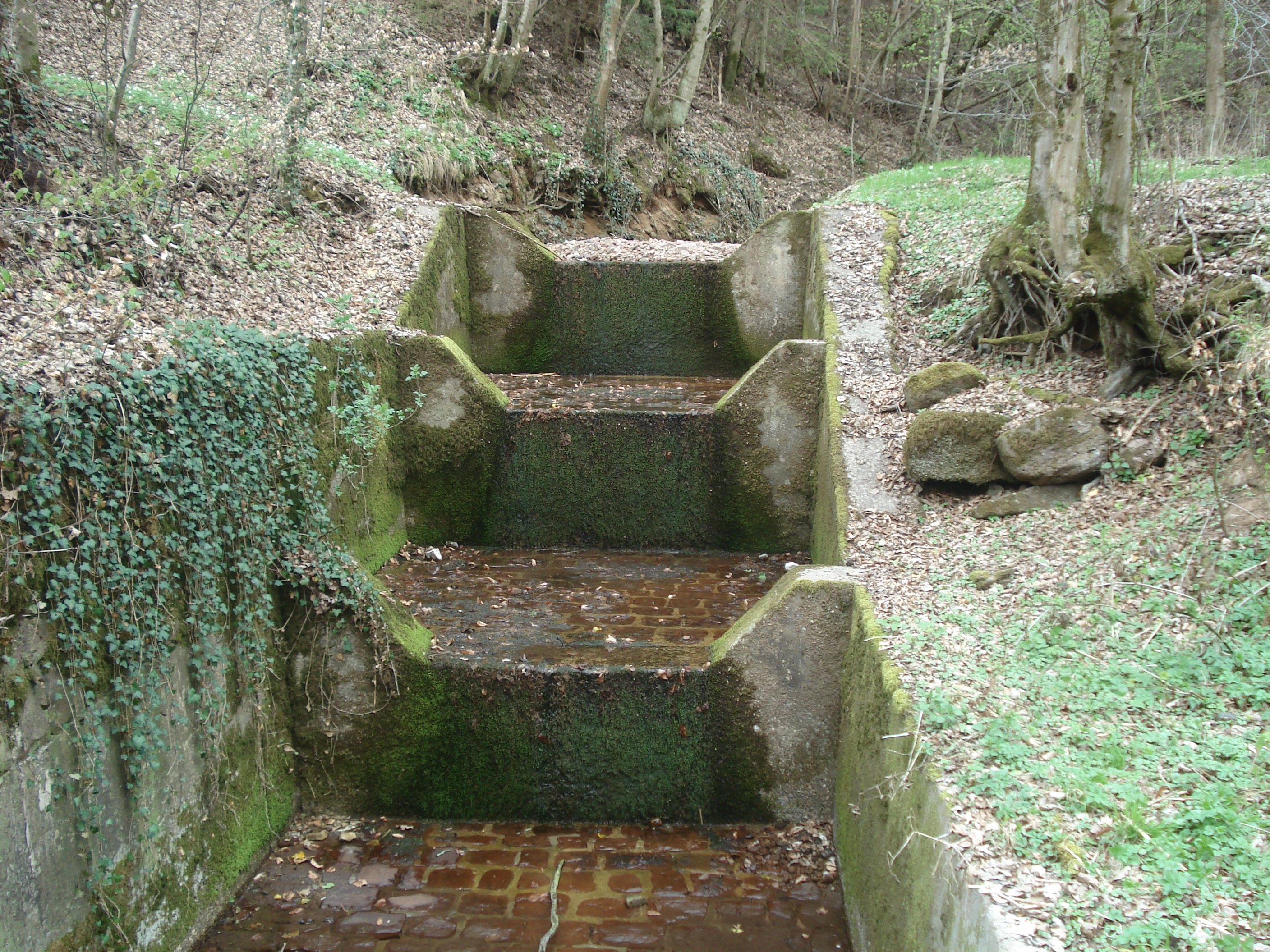
Trockener Lehngrundbach